# 鈴木奈穗子
鈴木奈穗子（1982年1月29日—）是一位日本女性播報員，目前所屬電視台為NHK。

## 經歷
從法政大學女子高等學校、法政大學社會學部畢業後，2004年進入NHK。

### 學生時期
中學時期在管樂社負責小號樂器，高校時期則加入舞棒社，身為社長帶領社團參與各項活動。
大學時期立定主播志向，開始參加日視學院和朝日電視台主播學校的主播訓練課程。曾與時為立教大學學生、後成為朝日電視台主播的久保田直子於日本電視台轉播的箱根驛傳演出，也曾在TBS電視台就職測驗中和竹內香苗有過交流。

### NHK時期
進入NHK後，被分發到四國地區，並擔任當地的地上數位放送推進大使。
2008年，調職至東京主播室，開始主持新聞節目《首都圈NETWORK》，並負責節目之間的2分鐘宣傳節目，被稱為「7時56分之女」、「8時43分之女」。
2010年，接替島津有理子和有働由美子的工作，擔任《早安日本》主持及東京地區地上數位放送推進大使，NHK綜合頻道播放類比訊號的最後時刻（宮城縣、岩手縣、福島縣除外）也由鈴木負責。

### 其他
喜歡的食物有冰淇淋、火鍋、餃子、酒等，不過本身不太會做菜。興趣包含舞棒、觀賞舞台表演、體育賽事（主要為足球）。
喜歡的人物有足球運動員田中達也、演員妻夫木聰，也愛聆聽Mr.Children和木村KAELA的歌曲。
2012年11月22日，與TBS電視台社員結婚。
2018年10月16日，因身體狀況暫時停止主持《NHK7點新聞》，由池田伸子、久保田祐佳、井上朝日代班。11月5日，回歸主播台上。

## 主持節目

### 現在主持節目
- 《朝一》
- 《第75回NHK紅白歌合戰》（2024年12月31日（预定））- 主持人（与有吉弘行、伊藤沙莉、桥本环奈共同主持）[9]

### 過去主持節目
- 《NHK7點新聞》（2017年4月3日－2019年3月31日，星期一至星期五、國定假日除外）
- 《九點看新聞》
- 《NHK新聞 早安日本》

## 同期女主播
- 荒木美和（日语：荒木美和）（埼玉（簽約）→新潟→東京主播室→大阪→奈良→廣播中心（導播業務））
- 井上朝日（鳥取→廣島→東京主播室→京都→東京主播室）
- 廣瀨智美（日语：廣瀬智美）（鹿兒島→大阪→東京主播室）
- 松村正代（日语：松村正代）（盛岡→札幌→東京主播室）
- 守本奈實（大分→福岡→東京主播室）

## 外部連結
- アナウンスルーム・鈴木奈穂子 （页面存档备份，存于） （日語）